# Antoni Aunós Pérez
Antoni Aunós Pérez (Lleida (Segrià), 9 d'agost, 1899 - [...?], 15 de desembre, 1960), va ser un publicista i jurista lleidatà.
Va cursar els estudis de batxillerat a la mateixa ciutat de Lleida, obtenint el 15 de juny de 1916 el títol de batxiller amb la qualificació d'excel·lent i premi extraordinari. L'any següent va començar els estudis de la llicenciatura de Dret a la Universitat Lliure de l'Escorial, acabant-los el 1920 i matriculant-se com a advocat a l'Il·lustre Col·legi de Barcelona el 1921. El 27 de juny de 1925 va obtenir el títol de doctor en Dret a la Universitat Central, amb qualificació d'excel·lent. El 1926 va donar a la publicitat una monografia titulada El Dret català al segle xiii, i a partir del mateix any es va especialitzar en Dret social, fundant la Revista Social, publicació trimestral, òrgan llavors de la Delegació Regional del Ministeri de Treball, de la qual el 1930 encara seguia sent el seu director.
El 1928 es va crear la Comissió mixta de Publicacions dels Organismes paritaris de Catalunya, destinada a centralitzar la tasca de cultura i divulgació dels organismes corporatius de la regió catalana, creats pel reial decret del 26 de novembre de 1926, sent designat director d'aquesta entitat, la qual va seguir editant l'esmentada Revista Social i, a més, va publicar el 1928 i 1929 un Suplement Mensual, que es va convertir, el 1930, en una revista mensual titulada Informació Corporativa. L'esmentada Comissió Mixta de Publicacions, sota la direcció d'Aunós, a més de publicar les revistes expressades, va iniciar, durant 1929 i 1930, tres sèries de publicacions no periòdiques: Sèrie A, Estudios; sèrie B, Documentos, i sèrie C, Cuadernos de divulgación social; i en l'aspecte cultural, va organitzar conferències i cursos d'estudi. El 1928, com a director de Publicacions, va proposar la creació d'uns Estudis de Dret corporatiu, que van començar a funcionar el març del mateix any, integrats per les assignatures de Principios de Derecho corporativo, Derecho corporativo español i Derecho administrativo procesal de las Corporaciones del Trabajo.
El 1929 va redactar un Estatut, creant l'Escola Social de Barcelona, que va ser aprovat per la Comissió Mixta de Publicacions i pel Ministeri de Treball. Els ensenyaments de l'Escola, que per reial ordre del 26 de febrer de 1929 va passar a ser entitat oficial, comprenen, a més de les tres assignatures esmentades, les següents: Elementos de Derecho, Nociones de Economia política y Política social, Historia de la cultura, Legislación del trabajo, Geografía humana, Previsión y Seguros sociales, y Legislación industrial.
Des de la creació de l'Escola Social, Aunós en va ser nomenat director i professor de l'assignatura Principis de Dret corporatiu, càrrec que va desenvolupar durant molt de temps. El 1929 va explicar a la Universitat de Barcelona, com a professor especial, un curs de Dret corporatiu comparat, assignatura que formava part del grup B del doctorat de Dret. El mateix any va publicar dues obres de la seva especialitat jurídica i social, Principios de Derecho corporativo i El nuevo Derecho corporativo; la primera constitueix un volum de 456 pàgines i la segona és la transcripció taquigràfica d'una conferència que va pronunciar a l'Ateneu de Madrid el 12 d'abril de 1929. També és autor de diversos articles de la mateixa especialitat jurídica i social, sent els principals els següents: «La corporación del trabajo»', en la Revista Laboral (Valencia); «La carta del trabajo de Italia»', en la Revista Social (Barcelona); «La organización corporativa del Carnaro», en la Revista Social (Barcelona) y «La legislación corporativa italiana»,en la Revista Social (Barcelona).
Era cavaller de l'orde de Carles III (Espanya); cavaller de l'orde de Sant Maurici i Sant Llàtzer (Itàlia); cavaller de l'orde de Sant Gregori Magne (Vaticà), i cavaller de la Legió d'Honor.